# Moelfre (Anglesey)
Pour les articles homonymes, voir Moelfre.
Moelfre est une localité du pays de Galles située sur l’île d’Anglesey.